# تشكل حيوي

التكون التشكلي أو التشكل الحيوي أو التخلق الحيوي هي العملية الحيوية التي تسبب تطور شكل المتعضية. يعتبر التخلق الحيوي أحد الفروع الثلاثة الرئيسية لعمل الأحياء التنموي إضافة للتحكم بالنمو الخلوي والتمايز الخلوي. يهتم التخلق بتشكل النسج الحيوية، والأعضاء والمتعضيات بشكل عام ومواقع أنماط الخلايا المتمايزة المتنوعة. يمكن أن يحدث النمو والتمايز الخلوي في مزرعة خلوية أو ضمن كتل خلايا ورمية دون تخلق واضح ضمن نفس الحيوية. تتضمن دراسة التخلق محاولة فهم العمليات التي تتحكم في التوزع المكاني المنظم للخلايا التي تنشأ خلال التنامي الجنيني للمتعضية والتي تشكل الأشكال المتخصصة من النسج، الأعضاء وكامل الجسم. في الجنين البشري، يتم التحول من كتلة خلايا متماثلة من الخلايا الجذعية في مرحلة الأرومة إلى جنين بعد-معيدي ذي أنسجة متكونة وأعضاء عن طريق برنامج وراثي جيني، هذا البرنامج يمكن تعديله عن طريق عوامل بيئية خارجية.

## تاريخ
بعض أوائل الأفكار عن تأثير العمليات الفيزيائية والرياضية على النمو الحيوي بدأت على يد دارسي تومبسون وآلان تورنغ. قامت تلك الأعمال على افتراض وجود إشارة كيميائية وعمليات كيميائية-فيزيائية مثل عمليات الانتشار والتشيط في النمو الخلوي والحيوي. تطور فهم أعمق لتلك الأفكار لاحقا مع اكتشاف DNA وتطور علم الأحياء الجزيئي والكيمياء العضوية.

## أسس جزيئية
تعتبر بعض الجزيئات هامة بشكل خاص أثناء عملية التخلق الحيوي. محدثات التخلق أو المورفوجين هي جزيئات قابلة للانحلال والتي بإمكانها الانتشار ونقل الإشارات التي تتحكم في تمايز الخلية، حيث تعمل المورفوجينات عن طريق الارتباط ببروتين مستقبل. من أهم أصناف الجزيئات التي تدخل في المورفوجين هي بروتينات عامل النسخ والتي تحدد مصير الخلية عن طريق تفاعلها مع DNA.

## أسس خلوية
ينشأ التخلق من وجهة المستوى الخلوي بسبب تغيرات في تركيبة نسيج الخلايا، وكيف تتفاعل الخلايا مع بعضها ضمن النسيج، حيث أن بعض أنواع الخلايا تقوم بعملية الاصطفاف، بحيث تتحرك الخلايا بالنسبة لبعضها البعض لتشكل صفوف ضمن النسيج الخلوي. هناك نوعين معروفين من الخلايا التي تقوم بعملية الاصطفاف هي خلايا النسيج الطلائي (epithelial cells) وخلايا النسيج الحشوي (mesenchymal cells). أثناء التمايز الخلوي في مرحلة الجنين تحدث حالات لتحول خلايا من النسيج الطلائي إلى خلايا من النسيج الحشوي وبالعكس.

### الالتصاق
أثناء التطور الجنيني، تتجمع الخلايا في طبقات مختلفة بسبب الانجذاب التبايني. أحد الطرق التي من الممكن أن يحدث ذلك بها هو عن طريق جزيئات الالتصاق بين الخلوية، حيث أنه على سبيل المثال في الخلايا البشرية، فإن الحدود بين الخلايا من الممكن أن يبقى على حالها في حال كان للخلايا أنواع مختلفة من جزيئات اللاصق. بالإضافة إلى ذلك فإن الخلايا تصطف بناء على اختلاف اللصق بين الخلايا. وفي زراعة الخلايا فإن الخلايا التي لها أعلى التصاق تتحرك نحو مركز مزيج خلايا أخرى.

### نسيج خارج الخلية
يقوم نسيج خارج الخلية بفصل النسج ويؤمن دعم هيكلي للخلايا لكي تتحرك إلى الداخل. تعتبر جزيئات الكولاجين واللامينين، والفايبرونيكتين من أهم جزيئات نسيج خارج الخلية والتي تتجمع على شكل صفائح أو ألياف أو مادة هلامية.

## اقرأ أيضا
- جنين